# Iliá Prásolov
Iliá Prásolov –en ruso, Илья Прасолов– (Penza, 2 de agosto de 1994) es un deportista ruso que compite en triatlón. Ganó una medalla de bronce en el Campeonato Europeo de Triatlón de 2021, en el relevo mixto.

## Palmarés internacional
| Campeonato Europeo | Campeonato Europeo  | Campeonato Europeo | Campeonato Europeo |
| Año                | Lugar               | Medalla            | Prueba             |
| ------------------ | ------------------- | ------------------ | ------------------ |
| 2021               | Kitzbühel (Austria) | Medalla de bronce  | Relevo mixto       |